# Eurovision – Australia Decides
Eurovision - Australia Decides is een jaarlijkse muziekcompetitie die wordt georganiseerd door de Australische publieke omroep SBS en haar productiepartner Blink TV. Het programma is sinds 2019 de preselectie voor Australië op het Eurovisiesongfestival (met een uitzondering van 2021).

## Achtergrond
Australië debuteerde op het Eurovisiesongfestival in 2015 na uitnodiging van de Europese Radio-unie om eenmalig deel te nemen vanwege het 60-jarig bestaan van het Songfestival. Op 17 november 2015 werd bekend dat Australië ook werd uitgenodigd om in 2016 deel te nemen. Sindsdien doet Australië elk jaar mee.

De deelnames van 2015 tot en met 2018 werden intern gekozen. In 2018 werd bekendgemaakt dat vanaf 2019 een nationale preselectie gebruikt zal worden om te besluiten wie Australië mag vertegenwoordigen.

## Format
SBS selecteert tien liedjes uit alle inzendingen die zij ontvangen. De winnaar wordt gekozen door zowel een jury bestaande uit professionals en een publieksjury. Het programma wordt gepresenteerd door Joel Creasey en Myf Warhurst.

## Winnaars
| Jaar | Gaststad   | Artiest            | Lied             | Eurovisiesongfestival                          | Eurovisiesongfestival                          | Eurovisiesongfestival                          | Eurovisiesongfestival                          |
| Jaar | Gaststad   | Artiest            | Lied             | Finale                                         | Punten                                         | Halve finale                                   | Punten                                         |
| ---- | ---------- | ------------------ | ---------------- | ---------------------------------------------- | ---------------------------------------------- | ---------------------------------------------- | ---------------------------------------------- |
| 2019 | Gold Coast | Kate Miller-Heidke | "Zero Gravity"   | 9                                              | 284                                            | 1                                              | 261                                            |
| 2020 | Gold Coast | Montaigne          | "Don't Break Me" | Festival geannuleerd wegens de COVID-19 crisis | Festival geannuleerd wegens de COVID-19 crisis | Festival geannuleerd wegens de COVID-19 crisis | Festival geannuleerd wegens de COVID-19 crisis |
| 2022 | Gold Coast | Sheldon Riley      | "Not the Same"   | 15                                             | 125                                            | 2                                              | 243                                            |

2015 · 2016 · 2017 · 2018 · 2019 · 2020 · 2021 · 2022 · 2023 · 2024 · 2025